# Majon (Einheit)
Die Majon war ein kleines Gewichtsmaß in der Region Acheen auf Sumatra.
- 1 Majon = 62 Aß (Holländ. = 0,048 Gramm) = 3,0009 Gramm
- 320 Majon = 1 Kätti = 960,3 Gramm